# 宮津駅

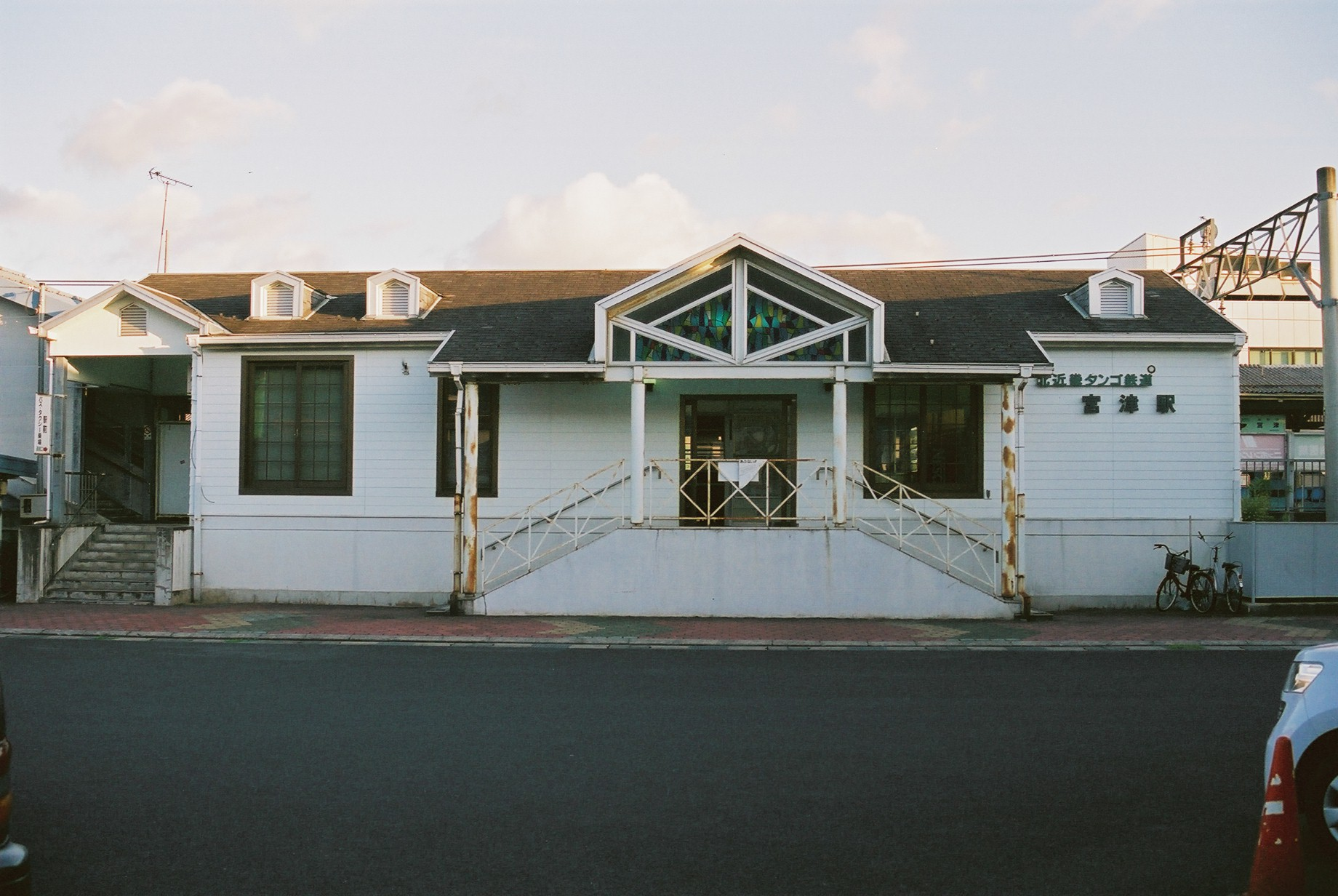
宮福線駅舎（2007年8月）

宮津駅（みやづえき）は、京都府宮津市字鶴賀にある、WILLER TRAINS（京都丹後鉄道）の駅である。駅番号は14。

## 利用可能な鉄道路線
- WILLER TRAINS（京都丹後鉄道）
  - 宮津線（宮舞線・宮豊線）
  - 宮福線 - 当駅が起点。

## 歴史
- 1924年（大正13年）4月12日：国有鉄道の駅として開業[1]。旅客・貨物取り扱い開始[2]。当初は西舞鶴駅方面からの終着駅。
- 1925年（大正14年）7月31日：国有鉄道が丹後山田駅（現在の与謝野駅）まで延伸。中間駅となる[1]。
- 1980年（昭和55年）7月1日：貨物の取り扱いを廃止[2]。
- 1984年（昭和59年）2月1日：荷物扱い廃止[2]。
- 1987年（昭和62年）4月1日：国鉄分割民営化により西日本旅客鉄道の駅となる[1][2]。
- 1988年（昭和63年）7月16日：宮福鉄道宮福線が開通、接続駅となる[1][3]。
- 1989年（平成元年）8月1日：宮福鉄道が北近畿タンゴ鉄道に改称[1]。
- 1990年（平成2年）4月1日：宮津線の北近畿タンゴ鉄道への移管により、同鉄道単独駅となり現在の駅舎に改築される[1]。
- 1996年（平成8年）3月16日：宮津線の宮津駅 - 天橋立駅間及び宮福線が電化。JR西日本の電車特急（はしだて・文殊）が運転開始される[1]。
- 2013年（平成25年）6月28日：北近畿タンゴ鉄道本社が福知山駅から運行本部と同じ宮津駅2階に移転。名実ともに同社の中心駅となる。
- 2015年（平成27年）4月1日：北近畿タンゴ鉄道のWILLER TRAINSへの移管により、京都丹後鉄道の駅となる。
- 2018年（平成30年）6月7日：駅構内にカフェ「丹鉄珈琲 114km Cafe」がオープン[4]。開店に必要な資金はクラウドファンディングによって集められた（2023年11月より休業中）。

## 駅構造
各ホーム・線路は西舞鶴方から見て南西方向に伸びている。島式・相対式3面4線のホームを持つ地上駅である。丹鉄線内に15駅ある有人駅の一つであり、丹鉄直営駅でもある。北西側・南東側それぞれに駅舎があるが、本屋は北西側で、みどりの窓口があり、終日駅員が配置されている。かつてはキオスクも設置されていたが、2016年3月10日に閉店した。なお、飲料の自動販売機は改札外とホーム上にある。
WILLER TRAINSの本社も北西側2階にある。南東側の駅舎（南口）は宮福鉄道開業時からのもので、自動券売機と待合室のみである。北西側・南西側の駅舎は自由通路で行き来できる。
ホームは駅本屋側の単式ホームが3番のりば、真ん中の島式ホームの駅本屋側寄りが2番のりば、その反対側が1番のりば、南東側の駅舎側の単式ホームが4番のりばである。跨線橋は国鉄時代のものと新築のエレベーターの跨線橋が3〜2・1番のりばの間にある。2・1〜4番のりばの跨線橋は前述の自由通路と一体になっている(仕切りで分けられていて、自由通路からホームに入場することはできない。)　3〜2・1番のりばはエレベーターで行き来できるが、4番のりばへ行くには階段を使うか南東側の駅舎（南口）から入る必要がある。架線は1番のりば・4番のりばに設置されていて、電車を使用する列車もこのホームを使っている。なお、早朝と夜間は南東側の駅舎（南口）の改札が閉鎖される。
本屋駅舎の外壁は白磁タイル装で、海園都市である宮津市を象徴している。駅前広場は本屋駅舎に接し、バス停留所、タクシーのりばがある。
男女別水洗トイレが改札内と改札外にある。

### のりば
本稿では番号順ではなく、駅本屋側から順に表記する。
| のりば | 路線    | 行先                           | 備考                           |
| ------ | ------- | ------------------------------ | ------------------------------ |
| 3      | ■宮舞線 | 丹後由良・西舞鶴方面           |                                |
| 2      | ■宮豊線 | 天橋立・網野・久美浜・豊岡方面 |                                |
| 1      | ■宮豊線 | 天橋立・網野・久美浜・豊岡方面 | 宮福線からの直通・折り返し始発 |
| 1      | ■宮舞線 | 丹後由良・西舞鶴方面           | 当駅始発                       |
| 1      | ■宮福線 | 大江・福知山方面               | 特急含む                       |
| 4      | ■宮福線 | 大江・福知山方面               | 当駅始発のみ                   |

※以上の路線名は旅客案内上の名称（「宮舞線」「宮豊線」は愛称）で記載した。
付記事項
- かつては駅本屋側を1番のりばと扱っていたが、列車運転取り扱いの番線番号においては、1番のりば（宮津線の上り本線）が「3番線」、2番のりば（宮津線の下り本線）が「2番線」、3番のりば（副本線）が「1番線」、4番のりば（宮福線の本線）が「宮福線」となっていた。WILLER TRAINSへの移管以降に1 - 3番のりばについては列車運転取り扱いの番線番号に統一して番線番号を振り直したため、駅本屋側から3・2・1・4番の順となった。
- 配線上、宮舞線・宮豊線と宮福線の相互の直通列車は、1番のりばのみを使用する（当駅で西舞鶴行きと福知山行きに分かれる列車も含む）。特急「はしだて」など天橋立方面から宮福線を経由（或いはその逆）する列車はスイッチバックを行う。また、1番のりばは宮舞線や宮豊線の当駅始発列車の発着にも使用される。宮福線の当駅始発列車は1番のりばと4番のりば双方を使用する。
- 夜間留置の設定がある。

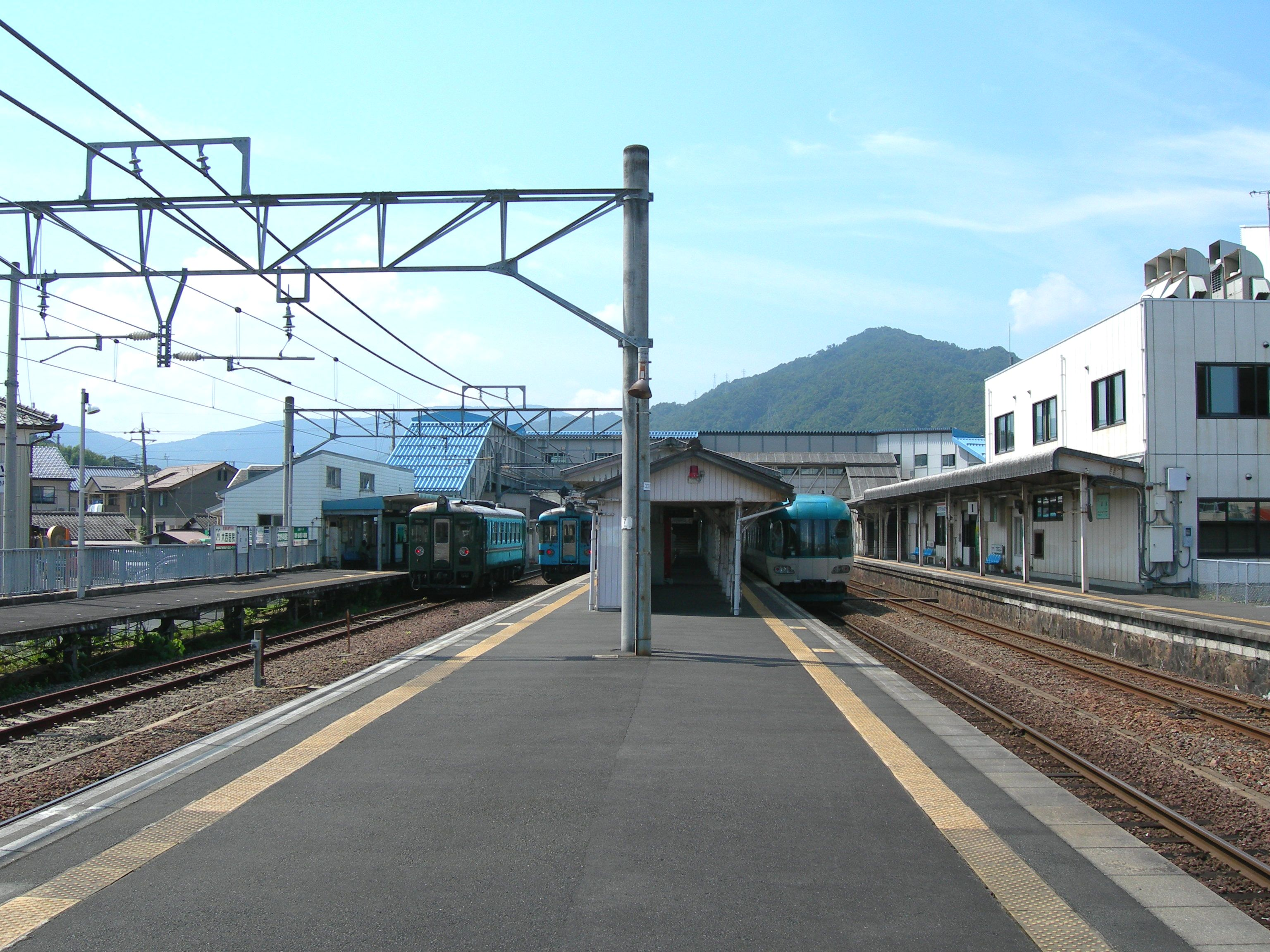
ホーム（2009年8月）
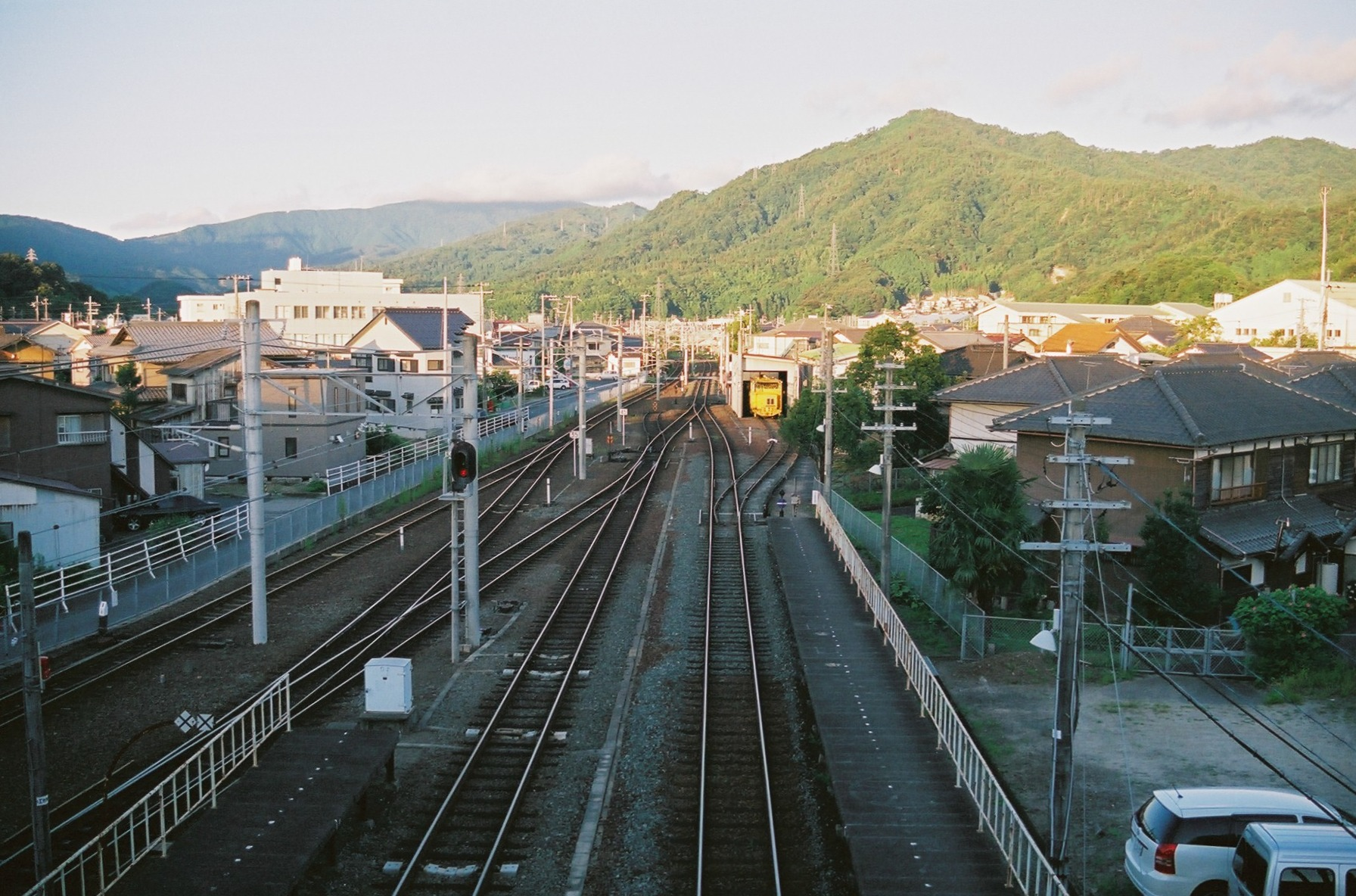
構内（2007年8月、豊岡・福知山方）
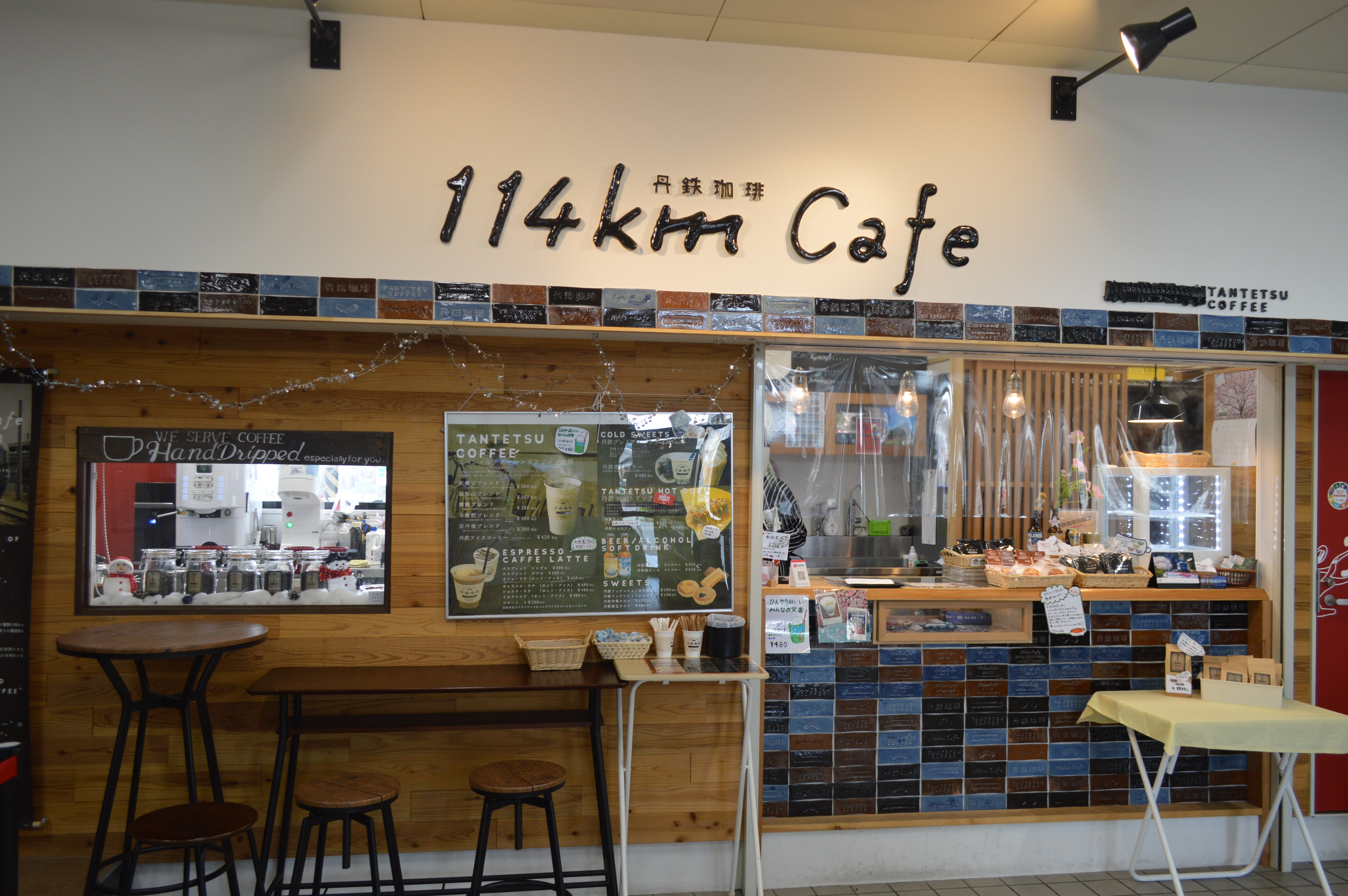
丹鉄珈琲 114km Cafe（2021年4月）

## 臨港線
1938年（昭和13年）に宮津港鶴賀第二ふ頭、鶴賀第一ふ頭までの専用側線が設置された。1981年（昭和56年）に廃止された。

## 利用状況
宮津市は天橋立を抱える日本を代表する観光都市であるが、天橋立へは隣駅の天橋立駅があるため、観光客はそれほど多くない。しかし宮津市の玄関駅で、市役所などの官公庁も近いため、市民の利用やビジネス客の利用は多く、京都丹後鉄道の単独駅では最も利用者が多い。当駅から西舞鶴方面へ向かう宮津線、京都・大阪方面へ向かう宮福線が分岐しているが、定期利用者数は宮津線が多い反面、宮福線は長距離利用者が多いのが特徴である。
1日平均乗車人員の推移は下記の通り。
| 年度   | 宮津線 | 宮福線 |
| ------ | ------ | ------ |
| 1999年 | 1,041  | 388    |
| 2000年 | 1,066  | 321    |
| 2001年 | 1,063  | 329    |
| 2002年 | 545    | 438    |
| 2003年 | 522    | 361    |
| 2004年 | 532    | 340    |
| 2005年 | 551    | 315    |
| 2006年 | 532    | 304    |
| 2007年 | 557    | 325    |
| 2008年 | 458    | 356    |
| 2009年 | 490    | 353    |
| 2010年 | 521    | 321    |
| 2011年 | 440    | 320    |
| 2012年 | 559    | 184    |
| 2013年 | 592    | 219    |
| 2014年 | 548    | 252    |
| 2015年 | 533    | 262    |
| 2016年 | 559    | 233    |
| 2017年 | 540    | 227    |
| 2018年 | 501    | 225    |
| 2019年 | 462    | 210    |

## 駅周辺
- 宮津市役所
- 宮津地方合同庁舎
- 宮津税務署
- 宮津商工会議所
- 京都地方裁判所宮津支部
- みやづ歴史の館
- 宮津会館
- 京都府宮津警察署
- 宮津温泉茶六別館 - 老舗の温泉宿[6]。
- ニッポンレンタカー宮津天橋立営業所
- カースタレンタカー天橋立宮津店
- グンゼ宮津工場
- 宮津城跡

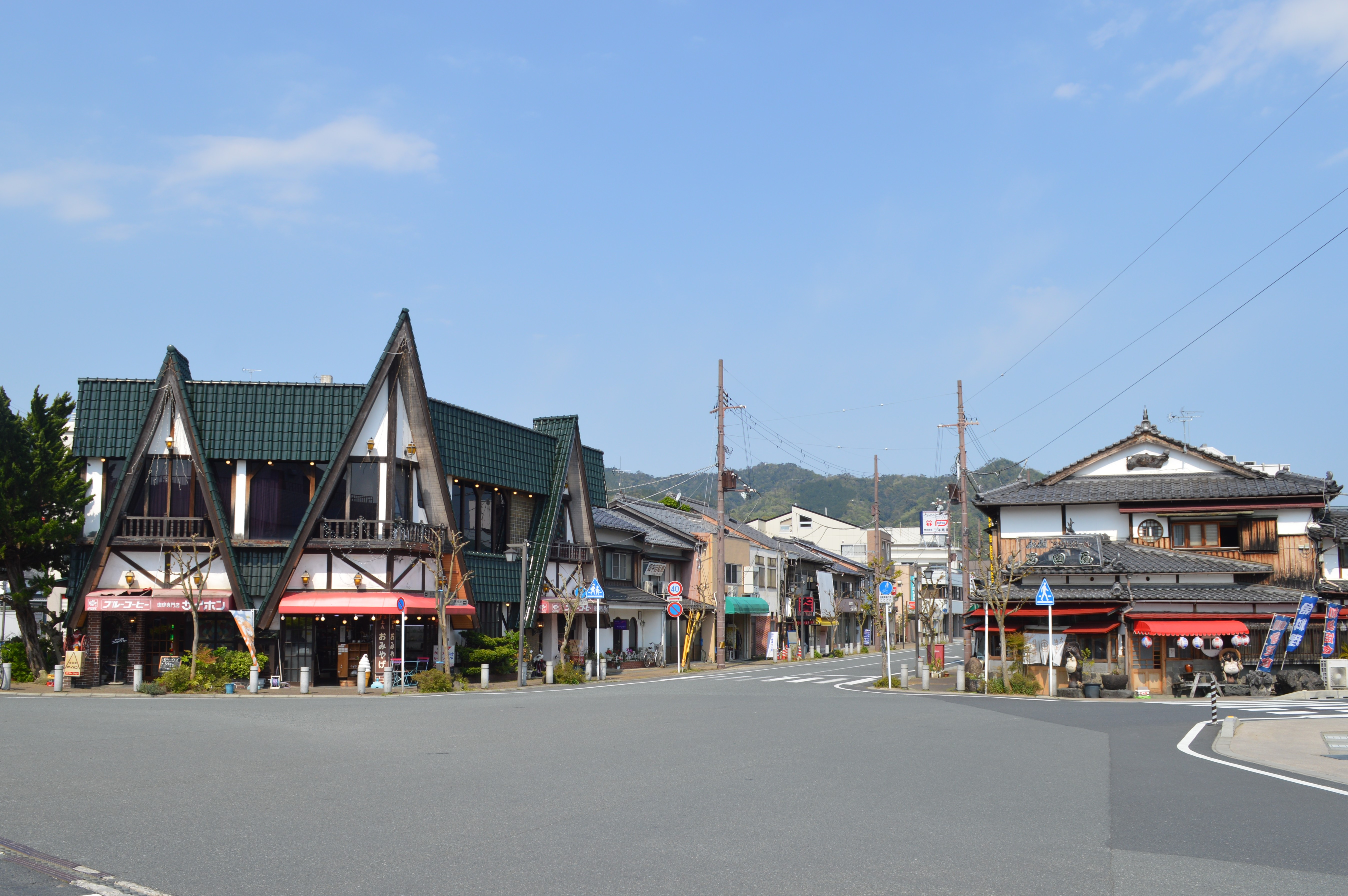
喫茶店や食堂が面する駅前ロータリー（2017年4月）

- たもの木 - 宮津城二の丸の東北隅（現在の京都府宮津警察署前）にある木[7]。
- 島崎公園[8] - 宮津燈籠流し花火大会の会場を兼ねる[9]。
- 京都銀行宮津支店
- 京都北都信用金庫本店営業部
- 宮津郵便局
- 国道178号
- 京都府道9号綾部大江宮津線
- 京都府道606号宮津停車場線
- 京都府道802号田井大垣自転車道線 - 当駅付近は国道178号と重複。
- 大手川

## バス路線

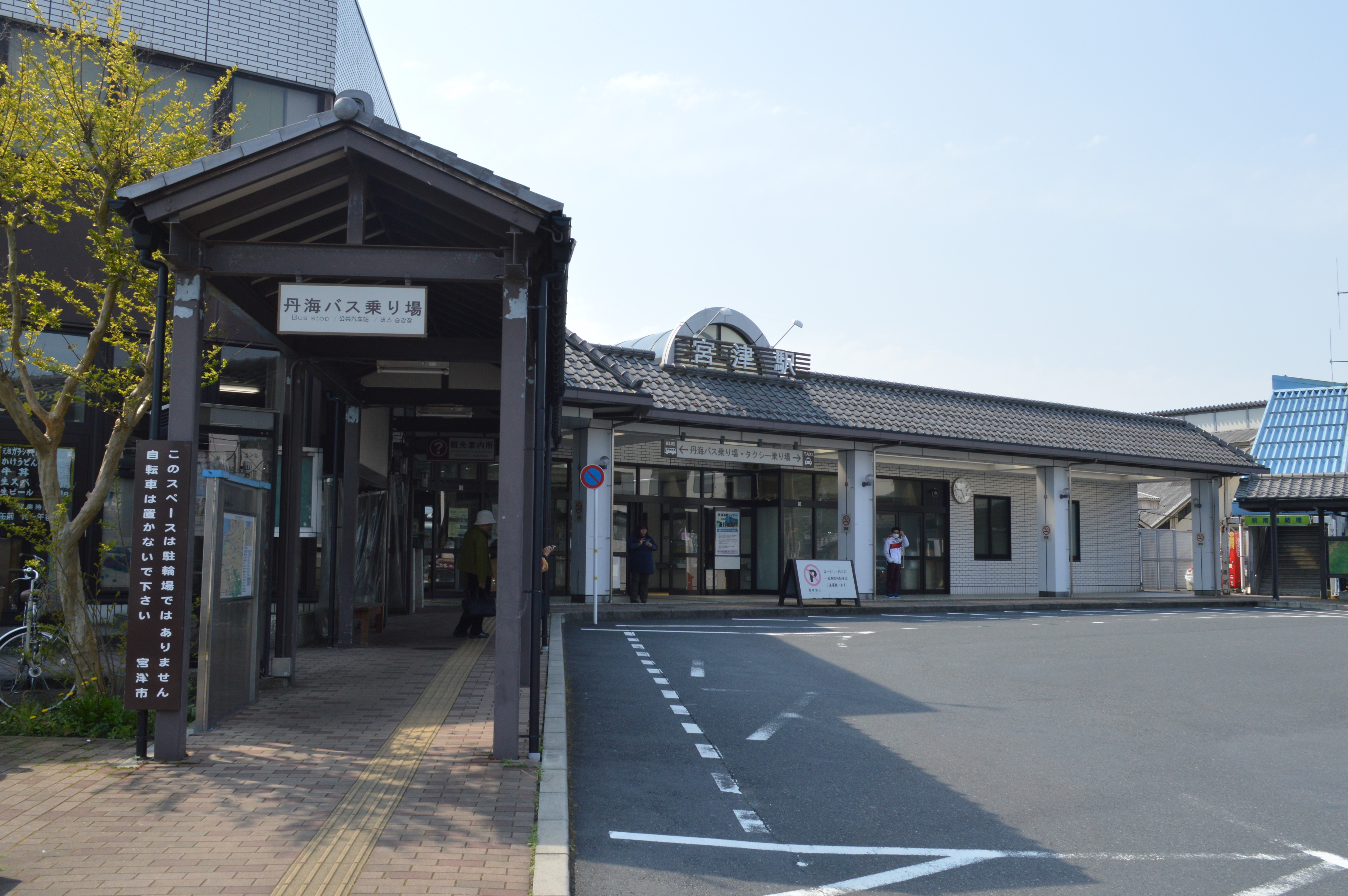
バス乗り場（2017年4月）

駅前ロータリーに「宮津駅」停留所があり、丹後海陸交通の路線が発着する。なお、当停留所には高速バスも乗り入れる。
- 高速バス
  - 京都線[11]
    - 京都駅

  - 大阪線[12]
    - 新大阪駅（※一部は阪急三番街高速バスターミナル（梅田）まで）

- 路線バス
  - 伊根線・蒲入線
    - 上宮津、上宮津公民館 / 伊根郵便局前、蒲入口

  - 上宮津線
    - 上宮津

  - 田井線
    - 田井 / 道の駅海の京都宮津

備考
- 高速バスの峰山・間人（）方面は降車専用。
- 伊根線・蒲入線は複数の系統（5・7・8・9）で運行。
- 上宮津線は平日夕方1便のみ運行。

## 隣の駅
※特急「はしだて」「たんごリレー」の隣の停車駅は列車記事を参照。快速「大江山」「丹後あおまつ」ならびに西舞鶴行きの快速は隣の駅に停車する（路線記事も参照）。
WILLER TRAINS（京都丹後鉄道）
■宮舞線・■宮豊線（宮津線）
栗田駅 (M13) - 宮津駅 (14) - 天橋立駅 (T15)
■宮福線
宮村駅 (F13) - 宮津駅 (14)